# Capercaillie
Capercaillie es una banda británica de rock, folk, música gaélica y música tradicional de Escocia, fundada en los años ochenta por Donald Shaw y liderada por Karen Matheson.
La banda grabó su primer álbum de estudio, Cascade, en 1984. Su sencillo "Coisich A Ruin" de 1992, de su disco A Prince Among Islands, fue la primera canción en gaélico escocés que entró en la lista de los 40 mejores sencillos del Reino Unido, ocupando el puesto 39.  Otro de sus sencillos, Ailein Duinn, alcanzó el puesto 65. El álbum Secret People quedó en el puesto 40 y To the Moon en el puesto 41. Este grupo ha popularizado canciones y melodías tradicionales gaélicas con modernas técnicas de producción, mezclando a menudo letras tradicionales con instrumentación eléctrica moderna.
Desde sus inicios Karen y Donald (casados en la actualidad) han estado al frente de la banda acompañados por varios intérpretes de instrumentos tradicionales y modernos del folclore celta, habiendo pequeños cambios a lo largo del tiempo.

## Integrantes

### Formación actual
- Karen Matheson - vocal (1984 - actualmente)
- Donald Shaw - teclados, acordeón (1984 - actualmente)
- Charlie McKerron - violín (1986 - actualmente)
- Michael McGoldrick - flauta, tin whistle, gaita irlandesa (1997 - actualmente)
- Manus Lunny - buzuki, guitarra (1989 - actualmente)
- Ewen Vernal - bajo (1998 - actualmente)
- Che Beresford - batería (1998 - actualmente)
- David Robertson "Chimp" - percusión (1997 - actualmente)

### Exintegrantes
- Marc Duff - bodhrán, flauta, sintetizador de viento, rauschpfeife (1984 - 1995)
- John Saich - guitarra, bajo (1988 - 1998)
- James Mackintosh - batería (1992 - 1994, 2013 - 2016)
- Shaun Craig - guitarra, buzuki (1984 - 1988)
- Martin MacLeod - bajo, violín (1984 - 1988)
- Joan MacLachlan - violín, corista (1984 - 1986)
- Anton Kirkpatrick - guitarra (1988 - 1989)
- Wilf Taylor - batería, percusión (1994 - 1998)
- Fred Morrison - tubo, flauta (1995 - 1997)

## Discografía

### Álbumes de estudio
- 1984: "Cascade" (Etive Records)
- 1987: "Crosswinds" (Green Linnet Records)
- 1989: "Sidewaulk" (Green Linnet Records)
- 1991: "Delirium (Survival Records)
- 1993: "Secret People" (Survival Records, Green Linnet Records)
- 1996: "To the Moon" (Survival Records)
- 1997: "Beautiful Wasteland" (Survival Records)
- 2000: "Nàdurra" (Survival Records)
- 2003: "Choice Language" (Vertical Records, Sanctuary Records)
- 2008: "Roses and Tears" (Vertical Records)
- 2013: "At the Heart of It All" (Vertical Records)

### Álbumes recopilatorios y en directo
- 1988: "The Blood is Strong" (banda sonora)
- 1992: "Get Out" (recopilación de sencillos, mezclas, lados B de sencillos dobles y álbumes en vivo)
- 1994: "Capercaillie" (álbum recopilatorio homónimo de recopilaciones regrabadas y mezclas)
- 1998: "Waulk Roots" (recopilación de los álbumes de estudio "Crosswinds" y "Sidewaulk")
- 1998: "Glenfinnan (Songs of the '45)" (banda sonora, grabación de 1995 y lanzado en 1998)
- 1998: "Dusk Till Dawn: The Best Of Capercaillie"
- 2002: "Capercaillie Live in Concert"
- 2004: "Grace and Pride: The Antology 2004-1984"

## Galería
La formación actual de Capercaillie:
|                 |
| Karen Matheson. |

|              |
| Donald Shaw. |

|                   |
| Charlie McKerron. |

|              |
| Manus Lunny. |

|              |
| Ewen Vernal. |

|                     |
| Michael McGoldrick. |

|                          |
| David Robertson "Chimp". |

|                |
| Che Beresford. |